# از اطراف میلاد
از اطراف میلاد نمایشنامه‌ای از حمید دهقانی است که سالِ ۱۳۸۹ به کارگردانی خودش بر صحنه رفت.
این نمایش بازیگر ستاره نداشت
ولی در دوازدهمین جشنواره بین‌المللی تئاتر دانشگاهی با استقبال تماشاگران و داوران مواجه شد و به عنوان نمایش برگزیده معرفی شد و جایزه‌های کارگردانی، نمایشنامه‌نویسی و بازیگری زن و مرد را دریافت کرد.
این نمایش را می‌توان امپرسیونیستی شمرد.
بازیگران این نمایش در سال ۸۹ عبارت بودند از علیرضا باقری، فاطمه فخرایی، علیرضا کیمنش، آوا شریفی و حمید دهقانی. دستیار کارگردان علیرضا عیسوی بوده و منشی صحنه الهام ایروانی بود. طراحی نور این نمایش را رضا بهجت بر عهده داشت.

## داستان
نمایش داستان خانواده‌ای است که با ماشین پدر، برای دیدن پسر خود به تهران می‌آیند و در مسیر اتفاقی برای آن‌ها رخ می‌دهد. روایت غیرخطی و شکست زمان از ویژگی‌های آن است.

## جایزه‌ها
این نمایش در دوازدهمین جشنواره بین‌المللی تئاتر دانشگاهی با استقبال تماشاگران و داوران مواجه شد.
- بهترین بازیگر زن دوازدهمین جشنواره بین‌المللی تئاتر دانشگاهی[۵]
- بهترین بازیگر مرد دوازدهمین جشنواره بین‌المللی تئاتر دانشگاهی[۵]
- بهترین نمایشنامه دوازدهمین جشنواره بین‌المللی تئاتر دانشگاهی[۵]
- لوح تقدیر کارگردانی در دوازدهمین جشنواره بین‌المللی تئاتر دانشگاهی[۵]